# When the Summer is Gone (sång)
When the Summer is Gone är en låt skriven av Norell Oson Bard som gavs ut med Jerry Williams 1993. En cover av When the Summer is Gone (Remixes), släppt år 2000, är ett album av det svenska dansbandet Barbados.
En svensk version av låten, "En sommar med dej", skriven av Keith Almgren, gavs ut 1994 med Keith Almgrens orkester på albumet "Fräscha dansband 1".